# Marjam Mirzachani
Marjam Mirzachani, Maryam Mirzakhani (pers. مریم میرزاخانی, ur. 3 maja 1977 w Teheranie, zm. 14 lipca 2017 w Stanford w USA) – irańska matematyczka. Zajmowała się przestrzenią Teichmüllera, geometrią hiperboliczną, teorią ergodyczną i geometrią symplektyczną. Jako pierwsza kobieta w historii została uhonorowana Medalem Fieldsa.

## Życiorys
Urodzona 3 maja 1977 r. w Teheranie i tam wychowana. Jej ojciec Ahmad był inżynierem elektrykiem. Jako dziecko marzyła, by zostać pisarką. Została przyjęta do szkoły średniej dla wyjątkowo zdolnych uczniów, tam też wykazała swój talent matematyczny. W 1994 r. w wieku 17 lat zdobyła złoty medal na międzynarodowej olimpiadzie matematycznej (była pierwszą dziewczyną w irańskim zespole), w 1995 roku zdobyła złoto, osiągając maksymalną liczbę punktów.

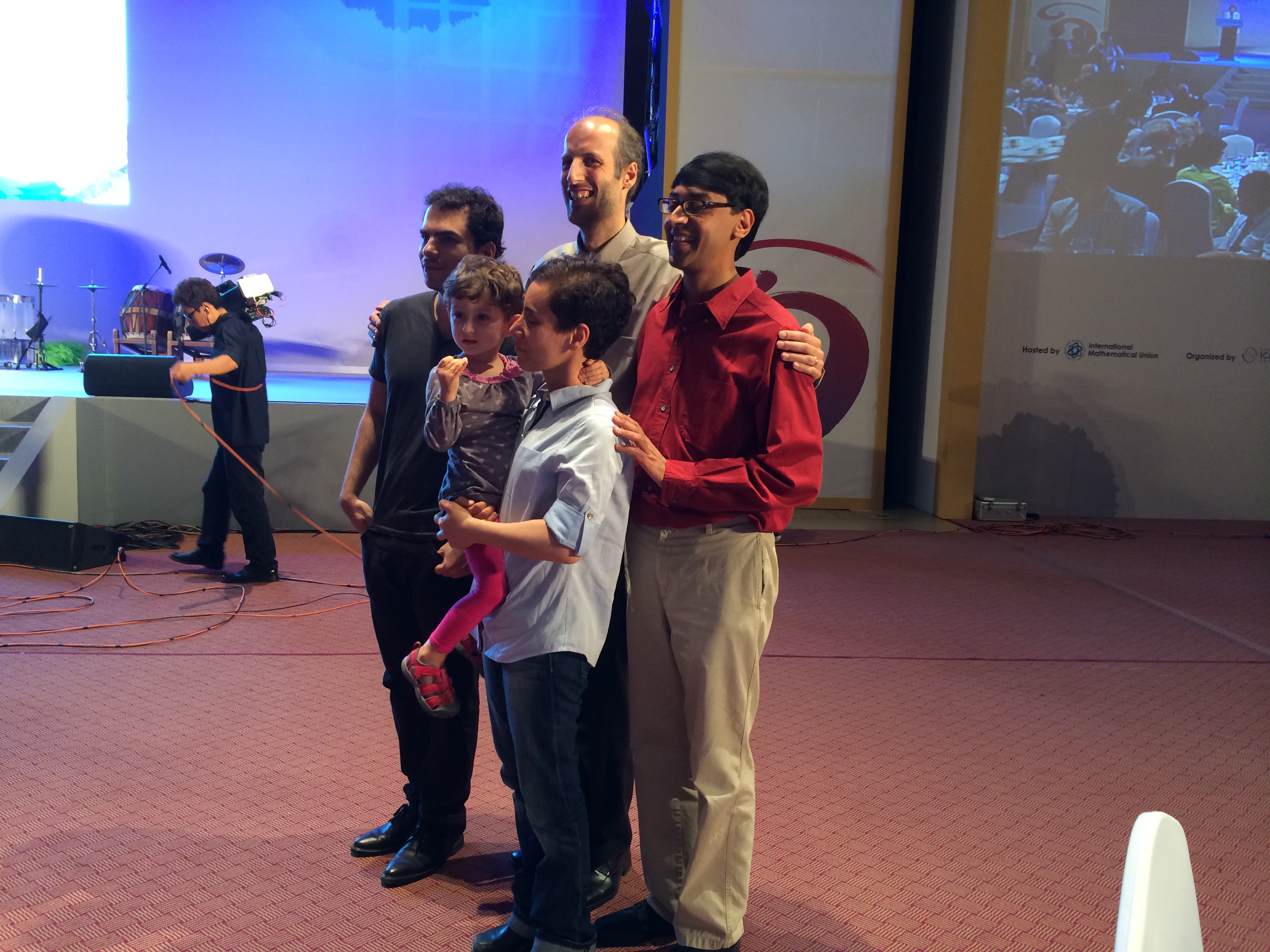
Czworo medalistów Fieldsa (od lewej do prawej): Artur Avila, Martin Hairer (z tyłu), Maryam Mirzakhani (z córką Anahitą) i Manjul Bhargava w Seulu w 2014

W 1999 roku ukończyła matematykę na Uniwersytecie Technologicznym Szarif w Teheranie. W 2004 roku uzyskała doktorat na Uniwersytecie Harvarda, tam uczyła się od Curtisa T. McMullena. W 2009 (w wieku 31 lat) została profesorem matematyki Uniwersytetu Stanforda. Była także profesorem na Uniwersytecie Princeton i pracowała w Instytucie Matematycznym Claya. W 2010 wygłosiła wykład sekcyjny na Międzynarodowym Kongresie Matematyków.
Jej badania obejmowały przestrzeń Teichmüllera, geometrię hiperboliczną, hipotezę ergodyczną i geometrię symplektyczną. W 2014 roku została uhonorowana Medalem Fieldsa (jako pierwsza kobieta i jedyna Iranka w historii) za wkład w badania dynamiki i geometrii powierzchni Riemanna oraz przestrzeni moduli na tych powierzchniach.
Miała liczbę Erdősa równą 3.
W 2013 roku wykryto u niej raka piersi. W 2016 rak rozprzestrzenił się na kości i wątrobę. W czerwcu 2017 lekarze zdiagnozowali trzeci nawrót choroby. Nowotwór zaatakował tym razem szpik kostny kobiety, a jej stan szybko uległ pogorszeniu. Pomimo umieszczenia na oddziale intensywnej terapii 15 lipca 2017 roku Marjam Mirzachani zmarła w wieku 40 lat w wyniku choroby w szpitalu w Stanford.
Po jej śmierci kondolencje wyraził m.in. prezydent Iranu Hassan Rouhani, który złamał tabu publikując jej zdjęcia bez hidżabu (podobnie uczyniły niektóre gazety). Jej śmierć wznowiła też debatę na temat możliwości nabywania obywatelstwa irańskiego przez dziecko matki-Iranki i ojca-obcokrajowca; wezwano do szybszych prac w tej kwestii ze względu na jej córkę.
2 lutego 2018 roku wysłano satelitę ÑuSat nazwaną Marjam na cześć Mirzachani.

## Życie prywatne
W 2008 roku Mirzakhani poślubiła Jana Vondráka, czeskiego informatyka i matematyka, profesora nadzwyczajnego na Uniwersytecie Stanforda. Miała córkę o imieniu Anahita. Mieszkała w Palo Alto w Kalifornii. W celu rozwiązania problemu rysowała gryzmoły na kartkach. Córka opisywała pracę swojej matki jako „malarstwo”.